# 스텝매니아
스텝매니아(StepMania)는 크로스 플랫폼 리듬 게임 및 게임 엔진이다. 원래는 코나미의 아케이드 게임 시리즈 댄스 댄스 레볼루션의 복제품으로 개발되었으며 이후 다양한 리듬 기반 게임 유형을 지원할 수 있는 확장 가능한 리듬 게임 엔진으로 발전했다. MIT 허가서에 따라 출시된 스텝매니아는 오픈 소스 자유 소프트웨어이다.
몇몇 비디오 게임 시리즈는 스텝매니아를 게임 엔진으로 사용한다. 여기에는 인 더 그루브(In the Groove), 펌프 잇 업 프로, 펌프 잇 업 인피니티(Pump It Up Infinity) 및 StepManiaX가 포함된다. 스텝매니아는 2005년 뉴욕 동영상 박물관에서 열린 비디오 게임 전시회에 포함되었다.

## 같이 보기
- 파라파 더 래퍼
- osu!